# Ночь в музее
«Ночь в музее» (англ. Night at the Museum) — американская семейная комедия, сочетающая в себе приключения и фэнтези. Фильм снят по роману М. Тренка. Премьера состоялась 17 декабря 2006 года в Нью-Йорке.

## Сюжет
Главный герой, Ларри Дэйли, отчаявшись найти работу и будучи поставленным перед перспективой больше не видеться со своим сыном, устраивается ночным охранником в Музей естественной истории. Запретить видеться с сыном хотела бывшая жена Ларри, считавшая, что общение с отцом, не имеющим работы и всё время меняющим съёмное жильё, так как отовсюду его выгоняют за неуплату, повредит развитию сына.
В первую же ночь он узнает, что экспонаты музея по ночам оживают. По коридорам начинают ходить львы, обезьяны, солдаты гражданской войны, Аттила со своими воинами. Оживший скелет тираннозавра, как собачка, гоняется за брошенной костью, древние люди добывают огонь, а миниатюрные ковбои сражаются с такими же миниатюрными древними римлянами. Выясняется, что причина всех этих странностей заключается в магической золотой пластине, привезённой из Египта вместе с мумией фараона Акменра.
На эту пластину покушаются трое прежних охранников, стариков, которые, когда пластина начинает «работать», чувствуют себя моложе и хотят прожить дольше, поэтому Ларри предстоит не только навести порядок в Музее, примирить все враждующие стороны, но и предотвратить кражу, а также доказать сыну и начальству, что он не законченный неудачник.

## В ролях
| Актёр                | Роль             |
| -------------------- | ---------------- |
| Бен Стиллер          | Ларри Дэйли      |
| Карла Гуджино        | Ребекка Хатмэн   |
| Джейк Черри          | Ник Дэйли        |
| Дик Ван Дайк         | Сесил Фредерикс  |
| Микки Руни           | Гас              |
| Билл Коббс           | Реджинальд       |
| Рики Джервейс        | доктор МакФи     |
| Оуэн Уилсон          | Джедидайя        |
| Робин Уильямс        | Теодор Рузвельт  |
| Стив Куган           | Гай Октавий      |
| Ким Рейвер           | Эрика Дейли      |
| Патрик Галлахер      | Аттила           |
| Рами Малек           | Акменра          |
| Мицуо Пек            | Сакагавея        |
| Пьерфранческо Фавино | Христофор Колумб |
| Брэд Гэррет          | Моаи (голос)     |
| Пол Радд             | Дон              |
| Чарли Мёрфи          | таксист          |
| Энн Мира             | Дэбби            |
| Мартин Кристофер     | Мериуэзер Льюис  |
| Мартин Симс          | Уильям Кларк     |
| Кристал              | Декстер          |

## Прокат
Фильм вышел в прокат в Республике Корея и Сингапуре 21 декабря 2006 года, в Канаде и США — 22 декабря 2006 года, в Австрии, России и Таиланде — 28 декабря 2006 года, в Аргентине, Венгрии и Словакии — 18 января 2007 года.

## Продолжение
В мае 2009 года вышел сиквел — «Ночь в музее 2», а в декабре 2014 года — триквел «Ночь в музее: Секрет гробницы».